# منحنى السواء

مثال على 3 منحنيات سواء.

منحنى السواء في الاقتصاد الجزئي مصطلح اقتصادي يختص بنظرية المستهلك.
على أي نقطة على المنحنى يتوفر للمستهلك نفس درجة الرضا من السلعتين المستهلكتين.

## تعريف
منحنى السواء هو منحنى يحتوي على بدائل كل منها يعطي ذات الكمية الإجمالية من الإشباع.
الاستخدام الرئيسي لمنحنيات السواء هو في تمثيل أنماط الطلب التي يحتمل ملاحظتها للمستهلكين الأفراد على حزم السلع المختلفة.

تتيح منحنيات السواء قياس رغبات المستهلكين في استهلاك توليفات مختلفة من السلع واختبار قدرة أولئك المستهلكين في الحصول على مختلف السلع ضمن حدود ميزانيتهم المحدودة.

## مفهوم
بدأ استخدام هذا المصطلح منحنى التعادل في أواخر القرن التاسع عشر في الطبيعة الرياضية. ثم استخدم في مجال الاقتصاد للدلالة على المحل الهندسي للنقط التي تمثل مجموعات من السلع والخدمات المساهمة في إشباع رغبة مستهلك فرد. ويستخدم بنفس المعنى ولكن بدرجة أقل في علم النفس.

أول من استخدم هذه منحنيات السواء هو الاقتصادي الإنجليزي فرانسيس إدجورث وذلك في عام 1881
ثم قام بإدخال تعديلات عليها الاقتصادي الإيطالي فيلفريدو باريتو في عام 1906
ثم اكتمل تطويرها في عام 1934 على يد الاقتصاديين البريطانيين جون هيكس والن .

## خصائص منحنيات السواء
1. منحنيات السواء تنحدر من أعلى إلى اسفل باتجاه اليمين .
2. منحنيات السواء ما هي إلا توضيح لسلم أفضليات المستهلك من سلعة ما ومدى إشباع رغباته وحاجاته من تلك السلع.
3. منحنيات السواء لا تتقاطع : لأن منحنى السواء الأعلى يعطي منطقه أكبر بوجود كميه أكبر من إحدى السلع وفرضا إذا افترضنا تقاطع تلك المنحنيات فإن نقاط التقاطع لتلك المنحنيات فسوف تمثل نفس القدر من الإشباع وهذا غير منطقي.

## التاريخ
طور فرانسيس يسيدرو اجورث نظرية منحنيات السواء وشرح في كتابه عام 1881 المعادلات الرياضية اللازمة لرسمها، أصبح فيلفريدو باريتو بعد ذلك أول شخص رسم هذه المنحنيات في كتابه عام 1906.

## خريطة وخصائص منحنيات السواء
يسمى الرسم البياني لمنحنيات السواء لعدة مستويات منفعة للمستهلك الفردي خريطة السواء. ترتبط النقاط التي تنتج مستويات مختلفة من المنفعة بمنحنيات السواء المختلفة وتشبه هذه المنحنيات على خريطة السواء خطوط الكنتور في الرسم البياني الطبوغرافي. إذ تمثل كل نقطة على المنحنى نفس الارتفاع. إذا حركت منحنى السواء في الاتجاه الشمالي الشرقي (افتراض فائدة هامشية إيجابية للبضائع) فأنت تزيد المنفعة. فكلما ارتفع المستوى زاد مستوى المنفعة. يقيد شرط عدم الإشباع الوصول إلى حزمة القمة أو نقطة النعيم، وهي حزمة استهلاك مفضلة لدى الجميع.
عادة ما يُمثل منحنى السواء على الشكل التالي:
1.  يُعرف فقط في الربع غير السلبي لكميات السلع (أي يجب تجاهل إمكانية وجود كميات سلبية من أي سلعة) .
2.  ينحدر بشكل سلبي ، أي أنه مع زيادة الكمية المستهلكة من سلعة واحدة (X) يزيد الرضا الكلي إذا لم يقابله انخفاض في الكمية المستهلكة من سلعة أخرى (Y).
3.  مكتمل، تُصنف جميع النقاط على منحنى السواء بشكل متساوٍ، وتصنف إما أكثر أو أقل تفضيلاً من كل نقطة أخرى ليست على المنحنى. ولذلك لا يمكن أن يتقاطع منحنيان.
4.  يملك علاقة متعدية بين النقاط على منحنيات السواء المختلفة. بمعنى أنه إذا كانت كل نقطة في I2 مفضلة على كل نقطة في I1، وكل نقطة في I3 مفضلة على كل نقطة في I2، فإن كل نقطة في I3 مفضلة على كل نقطة في I1.
5.   محدب ، لا يمكن أن تكون منحنيات السواء مقعرة، أي أنها تكون إمّا خطوطًا مستقيمة أو تتحدب نحو مركز منحنى السواء. يلزم في هذه الحالة عندما يقلل المستهلك من استهلاك سلعة واحدة دفعات أكبر من السلعة الأخرى للحفاظ على رضا المستهلك دون تغير.

## افتراضات نظرية تفضيل المستهلك
- تعتبر التفضيلات مكتملة، يصنف المستهلك جميع المجموعات البديلة المتاحة من السلع من حيث الرضا الذي توفره له.

بافتراض وجود حزمتين للاستهلاك A وB تحتوي كل منهما على سلعتين x وy. يمكن للمستهلك أن يحدد دون شك إحدى الحالات التالية:
- A مفضلة على B، يشار إليها كـ A p B.[8]
- B مفضل على A، يشار إليها كـ B p A.[8]
- A غير متعلق بـ B، يشار إليها كـ A I B.[8]

تستبعد هذه الفرضيات إمكانية عدم قدرة المستهلك على القرار، وتفترض أنَّ المستهلك قادر على إجراء هذه المقارنة فيما يتعلق بكل حزمة من السلع التي يمكن تصورها.
- التفضيلات انعكاسية

يعني ذلك أنه إذا تطابق A وB من جميع النواحي سيدرك المستهلك هذه الحقيقة وسيكون غير مبال في المقارنة بين A وB
- A = B ⇒ A I B .
- التفضيلات متعدية .
- إذا كان A p B وB p C، فإن A p C .
- أيضًا إذا كان A I B وB I C، فإن A I C .

وتدعى فرضية الاتساق.
- التفضيلات مستمرة .
- إذا كان A مفضلًا على B وكان C قريبًا من B، فإن A مفضل على C.
- A p B and C → B ⇒ A p C .

تدل كلمة مستمر على قابلية القسمة إلى ما لا نهاية ، تمامًا كما يوجد عدد لا نهائي من الأرقام بين 1 و2 فإن جميع الحزم قابلة للقسمة بشكل لا نهائي . يجعل هذا الافتراض منحنيات السواء مستمرة.